# RSKイブニング5時
『RSKイブニング5時』（アールエスケーイブニングごじ）は、山陽放送（RSKテレビ）の夕方ワイド番組である。タイトルは夕方5時（17:00）開始にちなむ。通称『イブ5時』。ハイビジョン制作。

## 概要
2011年4月1日まで放送されていた『イブニングDonDon』に替わって2011年4月4日に放送が開始された。キャッチフレーズは「地域の生活情報は5時におまかせ!」
総合司会は、同年4月1日まで『RSKイブニングニュース』の月曜 - 水曜担当だった山陽放送アナウンサーの国司憲一郎と、『イブニングDonDon』金曜司会を務めた同局アナウンサーの守口香織が担当する。国司にとっては2010年3月に『イブニングDonDon』の水曜メイン司会（高松発・当時は四国支社報道部所属）を離れて以来1年ぶり、月曜 - 金曜を通してだと2003年3月まで放送されていた『元気一番!』以来、8年ぶりに司会を担当する。
番組本編としては45分間と『イブニングDonDon』末期より7分短くなっているが、17時からの2時間は全国ニュース『Nスタ・第2部』のJNN枠と『RSKイブニングニュース』を内包した『RSKイブニング』というコンプレックス枠となっており、本番組はその「第1部」である。RSKの公式サイトの番組表や一部のEPGでは、本番組は『RSKイブニング 5時』、全国ニュース枠「第2部」は『RSKイブニング Nスタ』（本番組休止時は『Nスタ』表記）、ローカルニュース枠「第3部」は『RSKイブニング ニュース』と表記されている。なお、2013年度より『Nスタ・第2部』のJNN枠が5分縮小の17:50からとなるため、番組本編も5分拡大した。
また、『イブニングDonDon』時代に放送されていた一部のコーナーは、本番組へそのまま引き継がれている。水曜には『イブニングDonDon』時代と同様、四国支社（香川県高松市）から放送される。山陽放送では2018年春の改編で『Nスタ』を従前の第2部のJNN枠のみのネットだったものを、第1部全編の番販ネットを7年半ぶりに復すことに伴い2018年3月30日をもって終了し、後継番組として、RSK4時なまを開始。2010年9月以来に16時台へ移動する。

## 出演者

### 総合司会
- 国司憲一郎（RSKアナウンサー/月曜 - 水曜）番組開始から2013年9月まで総合司会をしていた。2015年秋に再び総合司会に復帰。
- 小松千絵（RSKアナウンサー/月曜・金曜）
- 平野佑芽（RSKアナウンサー、水曜-金曜）
- 坂俊介　（RSKアナウンサー、木曜、金曜）
- 廣瀬麗奈（RSKアナウンサー、火曜・木曜）

### その他レギュラー出演者
- 梶剛（水曜レギュラー。香川住みます芸人。2012年4月から出演、第3週は休み）

### ニュースラインナップ
RSKイブニングニュースキャスター
- 2017年現在おおむね竹内か守口かで固定されているが取材・休暇等により別のアナウンサーが担当する場合もある。

#### 備考
- 『イブニングDonDon』時代末期は前半と後半の2回放送されていたが本番組では前半のみの放送となっている。これまで後半に行なわれていた『Nスタ』のラインナップと『RSKイブニングニュース』で伝えられる予定の主な項目はエンディング時に国司・坂がそれぞれ読み上げている。

### 過去の出演者
- 辻文香（RSKアナウンサー兼報道部記者、ニュースラインナップ担当、 - 2011年9月2日[4]）
- 伊久彩乃（RSKパーソナリティ、火曜、2012年3月まで水曜[5]）
- 荻田幸稔（当時RSKアナウンサー、現・報道記者。主に水曜中継）
- 若林昭吾（金曜レギュラー。岡山商工会議所副会頭・三好野本店社長）
- 清水春樹（当時RSKアナウンサー兼本社報道部記者、木曜。それ以外の曜日でニュースラインナップキャスターとして出演する日もあった）
- 大寺かおり（当時RSKアナウンサー）
- 田村真梨（現RSK社員。元アナウンサー）
- 三宅八重子（フリーアナウンサー、月曜サブ司会[6]）
- 松野安伸（水曜レギュラー。香川カンコー販売社長。地元で学校の校歌作曲などの音楽活動もしているため、番組では「さぬきのモーツァルト」と紹介されている。2012年3月までは原則毎週出演だったが、4月以降は原則第3水曜のみ）
- 津田健太（当時RSKアナウンサー/火曜・木曜サブ司会）
- 宮武将吾（RSKアナウンサー） ※2013年10月から2年間にわたり総合司会を担当していた。現在は『VOICE愛』の宣伝のため、原則毎週水曜にパネラーとして出演中。
- 田中愛（RSKアナウンサー） ※宮武と同じく、原則水曜にパネラーとして出演中。以前はニュースコーナーを担当していた。
- 川又智菜美（当時RSKアナウンサー、火曜サブ司会）
- 竹内大樹（RSKアナウンサー/金曜）
- 壬生川真優（火曜・水曜）
- 渡壁恵子（金曜）

## 主なコーナー

### レギュラーコーナー
- 最新のニュース（ニュースラインナップ）
  - オープニングの直後に放送。全国と岡山・香川のニュースを伝える。
  - 全国ニュースについてはおおむね『ひるおび!』内のJNNニュース（11:30・13:40頃）で放送されたニュースVTRまたはJNNの素材VTR（を使って自社でテロップ付け、右上の項目スーパーが出てない場合がそれに該当）を使って担当アナが原稿を読む。
- 旬の話題お届け○曜5時です
  - 日替わりリポート。内容は『イブニングDonDon』時代に放送されていた『それいけDonDon』と同様である（取材先は水曜のみ香川県内、それ以外の曜日は岡山県内）。なお、実際の放送では○の部分に「月曜5時です」のように放送される曜日が入る。
  - ほぼ放送日当日朝に取材している。

### 日替わりコーナー
（D）は『イブニングDonDon』時代から継続されたコーナー。
月曜
- 野菜ソムリエ八重子の幸せレシピ（D）
- 宮武将吾の百万歩のマーチ

火曜
- 今日は特別 教えてプロの味
- もぎたてランキング

水曜
- ヒローズが行く必殺さぬきの一品（D）
- 私の一冊（D）
- きまいこられ（D）

木曜
- 守口香織の行ってミテーノ知りテーノ
- うまコレ！（D）
- FAJiANO

金曜
- エイガのジカン
- 週末待ってます!!
- 月刊くらしき情報局（倉敷市の広報コーナー、毎月第3週）（D）
- RSKサテラ会員生プレゼント

### 過去のコーナー
- 国司憲一郎の気分爽快！ 自転車コーナー - 月曜コーナー。2013年9月期まで

## タイムテーブル
※2014年10月現在。時間はおおむね目安
- 17:00 オープニング
- 17:01 あの日あの時～昭和浪漫～
- 17:03 ニュースラインナップ
- 17:07 旬の話題お届け ○曜5時です
- 17:12 日替わりコーナー
- 17:40 天気予報
- 17:41 FAX紹介
- 17:49 NスタおよびRSKイブニングニュース今夜の主な項目
- 17:50 終了
  - ステーションブレイク無しで『Nスタ・第2部』に接続